# Гаврилюк Лідія Василівна
Лідія Василівна Гаврилюк (нар. 1902, село Гейсиха, тепер Ставищенського району Київської області — ?) — українська радянська діячка, вчителька Тростянецької середньої школи Тростянецького району Вінницької області. Депутат Верховної Ради УРСР 2-го скликання.

## Життєпис
Народилася у родині народного вчителя. У 1920 році закінчила Таращанську гімназію.
З 1920 року працювала вчителькою у початкових школах Шпиківського, Тульчинського, Тростянецького районів Вінницької області.
Під час німецько-радянської війни буда евакуйована до Кустанайської області Казахської РСР, продовжувала працювати вчителькою.
З 1944 року — вчителька Тростянецької початкової (потім — середньої) школи Тростянецького району Вінницької області. Працювала позаштатним методистом Тростянецького районного педагогічного кабінету.

## Нагороди
- медаль «За доблесну працю у Великій Вітчизняній війні 1941—1945 років»
- значок «Відмінник народної освіти»